# Ryszard Mankiewicz

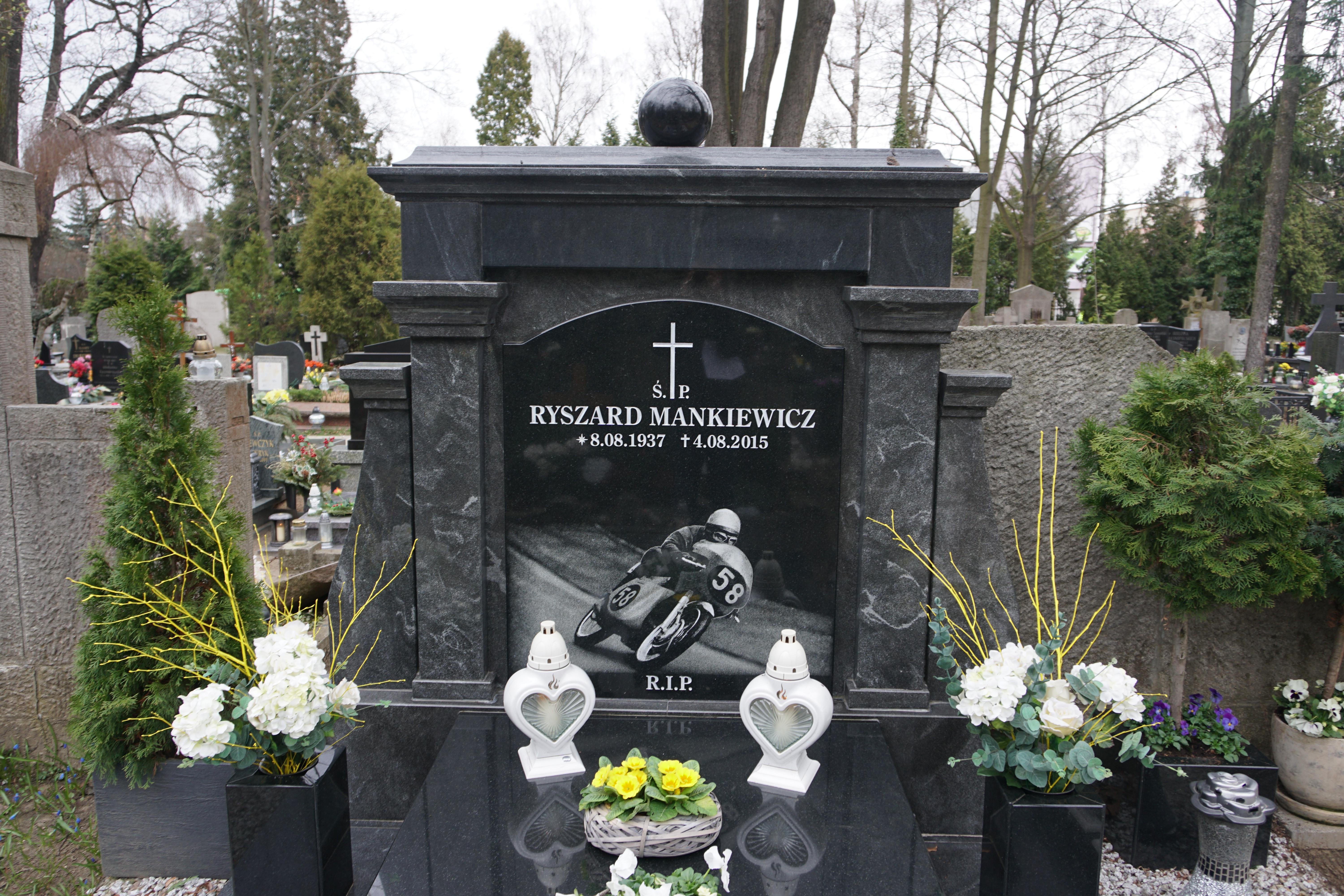
Grób Ryszarda Mankiewicza na cmentarzu Jeżyckim w Poznaniu

Ryszard Mankiewicz (ur. 8 sierpnia 1937 w Poznaniu, zm. 4 sierpnia 2015 tamże) – polski motocyklista.

## Życiorys
Karierę motocyklową zaczął w wieku 18 lat. Został wyróżniony siedmiokrotnie tytułem Mistrza Polski. W wieku 25 lat w 1962 roku wywalczył Złoty Kask na poznańskiej Woli. W 1969 roku na Motocyklowych Mistrzostwach Świata Grand Prix zdobył siódme miejsce, a w Opatii trzecie miejsce. Odznaczony Srebrnym Krzyżem Zasługi. Był właścicielem firmy Marex Motor. 7 sierpnia 2015 roku został pochowany na cmentarzu Jeżyckim w Poznaniu (kw. L, rząd 9, miejsce 20).